# Pont de Maslenica
Le pont de Maslenica (croate : Most Maslenica) est un pont en arc sur la route D8 à l'ouest du village de Maslenica (en), dont il porte le nom, en Croatie. 
Il permet de franchir le Novsko Ždrilo (en) qui est un bras de la Mer Adriatique. Il a été construit en 2005 sur le site d'un pont similaire qui a été détruit en 1991, pendant la guerre de Croatie.